# Ansgar Lüttel
Ansgar Lüttel (* 23. November 1949 in Lingen) ist ein deutscher römisch-katholischer Geistlicher und seit 2016 Domdechant des Doms St. Peter zu Osnabrück.

## Biografie
Lüttel studierte an der Philosophisch-Theologischen Hochschule Sankt Georgen und Innsbruck Theologie und Philosophie. Am 15. November 1975 wurde er von Bischof Helmut Hermann Wittler im Dom zu Osnabrück zum Priester geweiht. Bis 1979 wirkte er als Kaplan in Bersenbrück, danach bis 1983 als Kaplan an der Propsteikirche Herz Jesu in Lübeck. 
25 Jahre wirkte er als Seelsorger in der Freien Hansestadt Bremen, von 1983 bis 1987 als Kaplan an der Propsteikirche St. Johann und von 1987 bis 1997 als Pfarrer der Gemeinde St. Hildegard in Obervieland.
1997 wurde er von Bischof Franz-Josef Bode zum Propst von St. Johann in Bremen und am 20. Mai 2003 auf Vorschlag des Osnabrücker Bischofs von Papst Johannes Paul II. zum Päpstlichen Ehrenkaplan mit dem Titel Monsignore ernannt. Am 1. Oktober 2004 erfolgte die Ernennung zum nichtresidierenden Domkapitular am Hohen Dom zu Osnabrück.
Als Kaplan an St. Johann wurde Lüttel stellvertretendes Mitglied im Rundfunkrat von Radio Bremen und Senderbeauftragter der katholischen Kirche. Als solcher war er für die Morgenandachten und die Rundfunk- bzw. Fernsehgottesdienste zuständig.
In seiner Amtszeit als Propst musste er Schwesternkongregationen aus Bremen verabschieden, da sie die Hansestadt wegen Nachwuchsmangels verlassen mussten. Aus Indien holte er deshalb die Marthaschwestern, die im Caritas-Altenpflegeheim St. Laurentius und im Casritas-Pflegeheim Haus St. Elisabeth zum Einsatz kamen. Zuvor war am 16. März 1999 die St.-Laurentius-Kirche in der Gartenstadt Vahr abgebrochen und durch das Caritas-Pflegeheim nebst Kapelle ersetzt worden.
Lüttel war maßgeblich an der ersten Niederlassung des Birgittenordens 2002 in Deutschland beteiligt.
Als nach der Wiedervereinigung das Abitur nach der zwölften Jahrgangsstufe ins Gespräch kam, sorgte er dafür, dass die St.-Johannis-Schule um den Zweig Sekundarstufe II ergänzt wurde. Das Bistum kaufte das nahe leerstehende Gebäude der alten Kaiserlichen Post, bekannt als Postamt I, und siedelte dort die Oberstufe der St.-Johannis-Schule an.
Propst Lüttel wirkte entscheidend daran mit, dass am 21. November 2003 im Bremer Rathaus erstmals ein Konkordat zwischen dem Heiligen Stuhl und der Freien Hansestadt Bremen geschlossen werden konnte. Es trat am 13. Mai 2004 in Kraft.
Auf den auch in Bremen spürbaren Säkularisierungsprozess reagierte er, indem er in einem fünfjährigen Prozess mit den Gremien des Dekanats aus 16 Pfarrgemeinden fünf Pastorale Räume bildete.
Lüttel war oft Interview-Gast bei Radio Bremen und anderen Medien.

In Lüttels Amtszeit als Vorsitzender des Bremer Caritasverbandes wurde das Caritas-Zentrum an der Georg-Gröning-Straße nebst Alten- und Pflegeheim St. Franziskus errichtet. Das Krankenhaus St.-Joseph-Stift wurde durch die Kooperation mit der St.-Franziskus-Stiftung in Münster so wie durch Um- und Neubauten wie z. B. das benachbarte Ärztehaus – das erste seiner Art an einem Krankenhaus in Bremen – fit für die Zukunft gemacht.
2006 wurde Lüttel Vorsitzender des St. Ansgar-Werks der Bistümer Hamburg und Osnabrück. Als solcher hielt und förderte er den Kontakt zu den katholischen Minderheiten in den nordischen Ländern.
2008 wurde Lüttel in der Propsteikirche St. Johann von Bischof Franz-Josef Bode feierlich verabschiedet, um in Osnabrück das Amt des Personalreferenten zu übernehmen. Am 25. September 2016 erfolgte die Ernennung zum Domdechanten des Domkapitels am Hohen Dom zu Osnabrück. Aus Krankheitsgründen verzichtete Lüttel 2021 auf das Amt des Domdechanten. Es folgte ihm mit Wirkung vom 1. Dezember 2021 Weihbischof Johannes Wübbe. Msgr. Lüttel wurde am 1. November 2024 als Domkapitular emeritiert.